# Liga Mexicana de Béisbol 1931
La Temporada 1931 de la Liga Mexicana de Béisbol fue la séptima edición. Para este año hubo una expansión de 6 a 7 equipos, adicionalmente hubo un cambio de sede. Desapareció el equipo de los Cardenales de México. En su lugar ingresaron los equipos de Comunicaciones de México y Tráfico de México. El calendario constaba de 23 juegos que se realizaban solamente los fines de semana, el equipo con el mejor porcentaje de ganados y perdidos se coronaba campeón de la liga. 
Los Leones de Obras Públicas obtuvieron el único campeonato de su historia al terminar en primer lugar con marca de 16 ganados y 5 perdidos, con un juego de ventaja sobre el Comunicaciones de México. El mánager campeón fue Ernesto Carmona.

## Equipos participantes
| Liga Mexicana de Béisbol 1931 |           |                  |
| Equipo                        | Fundación | Ciudad           |
| Chiclets Adams de México      | 1928      | México, D. F.    |
| Comunicaciones de México      | 1931      | México, D. F.    |
| Delta de México               | 1929      | México, D. F.    |
| Leones de Obras Públicas      | 1930      | México, D. F.    |
| Pachuca de Hidalgo            | 1926      | Pachuca, Hidalgo |
| Tigres de Comintra            | 1928      | México, D. F.    |
| Tráfico de México             | 1931      | México, D. F.    |

## Posiciones
| Liga Mexicana de Béisbol | Liga Mexicana de Béisbol | Liga Mexicana de Béisbol | Liga Mexicana de Béisbol | Liga Mexicana de Béisbol |
| Equipo                   | JG                       | JP                       | PCT                      | JV                       |
| ------------------------ | ------------------------ | ------------------------ | ------------------------ | ------------------------ |
| Obras Públicas           | 16                       | 5                        | .762                     | -                        |
| Comunicaciones           | 15                       | 6                        | .714                     | 1.0                      |
| Tráfico                  | 14                       | 9                        | .609                     | 3.0                      |
| Hidalgo                  | 13                       | 9                        | .591                     | 3.5                      |
| Comintra                 | 11                       | 11                       | .500                     | 5.5                      |
| Delta                    | 4                        | 19                       | .174                     | 11.0                     |
| Chiclets Adams           | 3                        | 17                       | .150                     | 12.5                     |

| Campeón de la Liga |